# Boulevard Saint-Joseph (Montréal)
Pour les articles homonymes, voir Saint-Joseph.

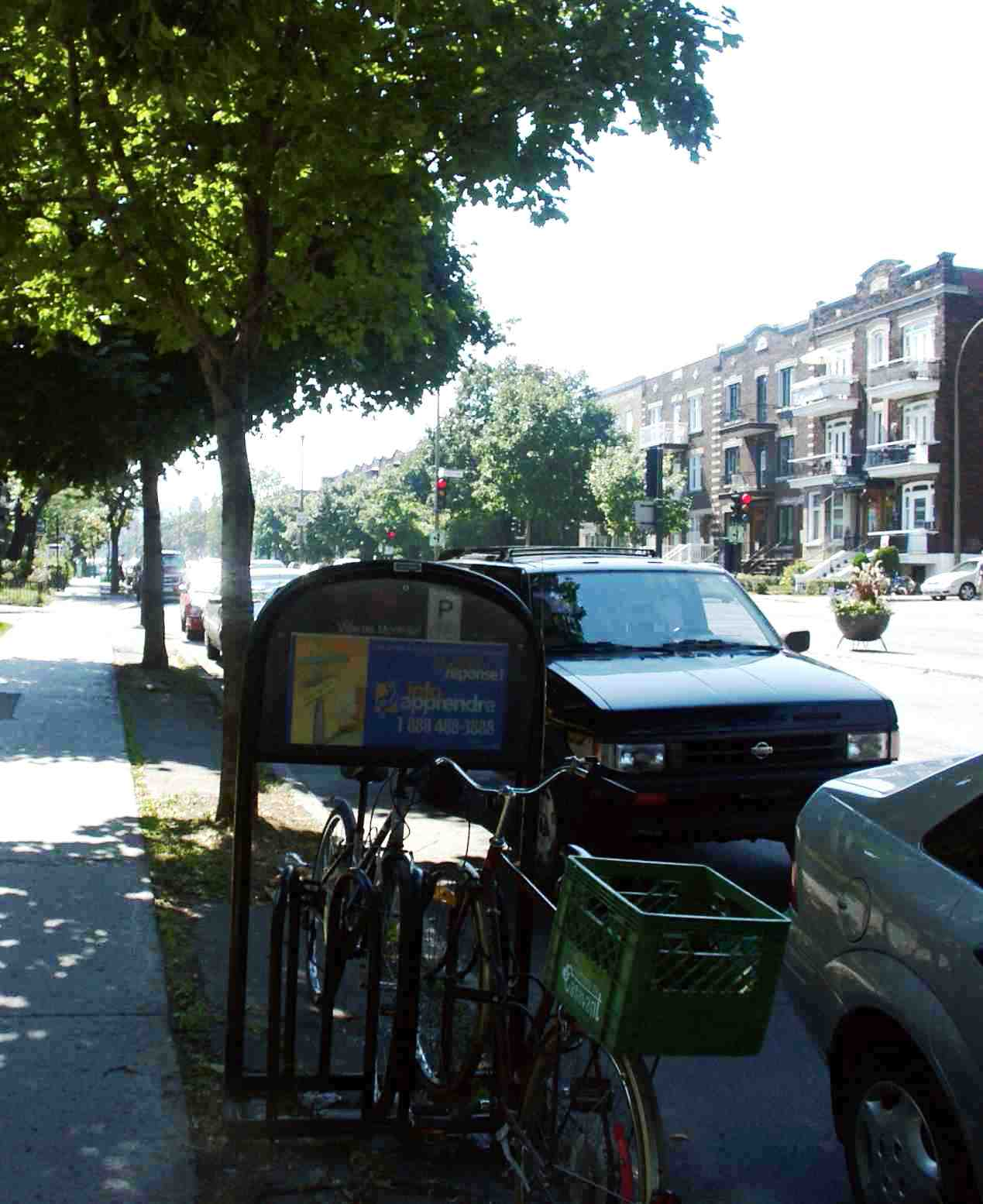
Boulevard Saint-Joseph Est, août 2005

Le boulevard Saint-Joseph est une artère de Montréal.

## Situation et accès
Orientée est-ouest, le boulevard traverse les arrondissements du Plateau-Mont-Royal, d'Outremont et de Rosemont–La Petite-Patrie. On y retrouve des commerces (surtout à l'ouest du boulevard Saint-Laurent), des bureaux professionnels ainsi qu'une trame résidentielle de qualité.
Les bureaux de professionnels francophones s'y installent à partir des années 1930 (entre la rue Saint-Denis et l'avenue Papineau), et certains font du rez-de-chaussée leurs bureaux. Cette concentration de bureaux professionnels est toujours présente.
Intersections notables
- Avenue du Parc
- Rue Saint-Urbain
- Boulevard Saint-Laurent
- Rue Saint-Denis
- Avenue Papineau

## Historique

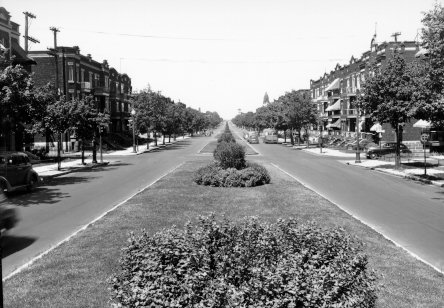
Juin 1945, Boulevard Saint-Joseph, vu de la rue Saint-Hubert vers l'est. Avant la réduction importante du terre-plein en 1962

La voie apparaît en trois tronçons distincts dans deux municipalités de l'époque, dès 1879. Le premier est enclavé dans les terrains qui vont des rues De Bleury (devenue avenue du Parc) à Saint-Urbain. La deuxième section, nommée rue Saint-Joseph, est située entre le boulevard Saint-Laurent et un point à l'est la rue l'Hôtel-de-Ville, dans le Village de Saint-Louis-du-Mile-End. La troisième partie porte le nom de rue du Palais dans le Village de Coteau Saint-Louis (1846-1893) et va de la rue Saint-Denis à la rue Berri. 
Au début du XXe siècle, l'architecte et ingénieur civil Joseph-Émile Vanier aménage la voie pour la Ville de Saint-Louis, ce qui entraîne le raccordement de toutes ces sections de rues. S'inspirant du boulevard Raspail à Paris, Vanier la conçoit comme un grand boulevard bordé d'arbres, avec un mail gazonné au centre. On prévoit également que ses seules fonctions seront résidentielles et institutionnelles. 
Ouverte en 1905, après son aménagement, la voie est nommée boulevard Saint-Joseph par les dirigeants de la Ville de Saint-Louis. L'origine du nom vient des premières propriétaires d'un terrain constituant l'avenue, les religieuses Hospitalières de Saint-Joseph. Il fut le premier boulevard de Montréal, longtemps après l'annexion de cette municipalité à Montréal en mai 1909.
Dès sa conception, ce boulevard a pour objet d'attirer sur son parcours la construction de résidences de qualité. En 1915, la Ville de Montréal réglemente ainsi les constructions le long du boulevard Saint-Joseph entre la rue Drolet et l'avenue Papineau. Les fonctions des bâtiments doivent être résidentielles ou institutionnelles. Le règlement prévoit également leur distance par rapport à la rue, leur hauteur, les matériaux de recouvrement extérieur et régit la construction des perrons et des garages de manière à assurer une unité architecturale.  
Il est rapidement adopté par les professionnels francophones, certains faisant du rez-de-chaussée leurs bureaux. Leurs résidences forment une belle unité architecturale en même temps qu'une image très caractéristique. L'ensemble du bâti sera construit essentiellement entre le début des années 1920 et la fin des années 1930.
Toutefois, son impact visuel sera considérablement modifié lorsqu'en 1962, le large terre-plein de 28 pieds est réduit à six pieds pour offrir aux automobilistes trois voies de circulation dans chaque direction.

## Bâtiments remarquables et lieux de mémoire
- Un des édicules de la station de Métro Laurier donne sur le boulevard Saint-Joseph.
- L'auteur  Michel Tremblay a immortalisé le secteur est du boulevard Saint-Joseph dans les Chroniques du Plateau Mont-Royal (1978-1989) et plus particulièrement dans le deuxième tome intitulé Thérèse et Pierrette à l'école des Saints-Anges. Il y fait régulièrement référence, entre autres, à L'Académie des Saints-Anges (1361 boul. Saint-Joseph est) et à l’Église Saint-Stanislas de Kostka (1350, boul. Saint-Joseph est).

Coin du boulevard Saint-Joseph (à gauche) et du boulevard Saint-Laurent

- Église Saint-Pierre-Claver de Montréal

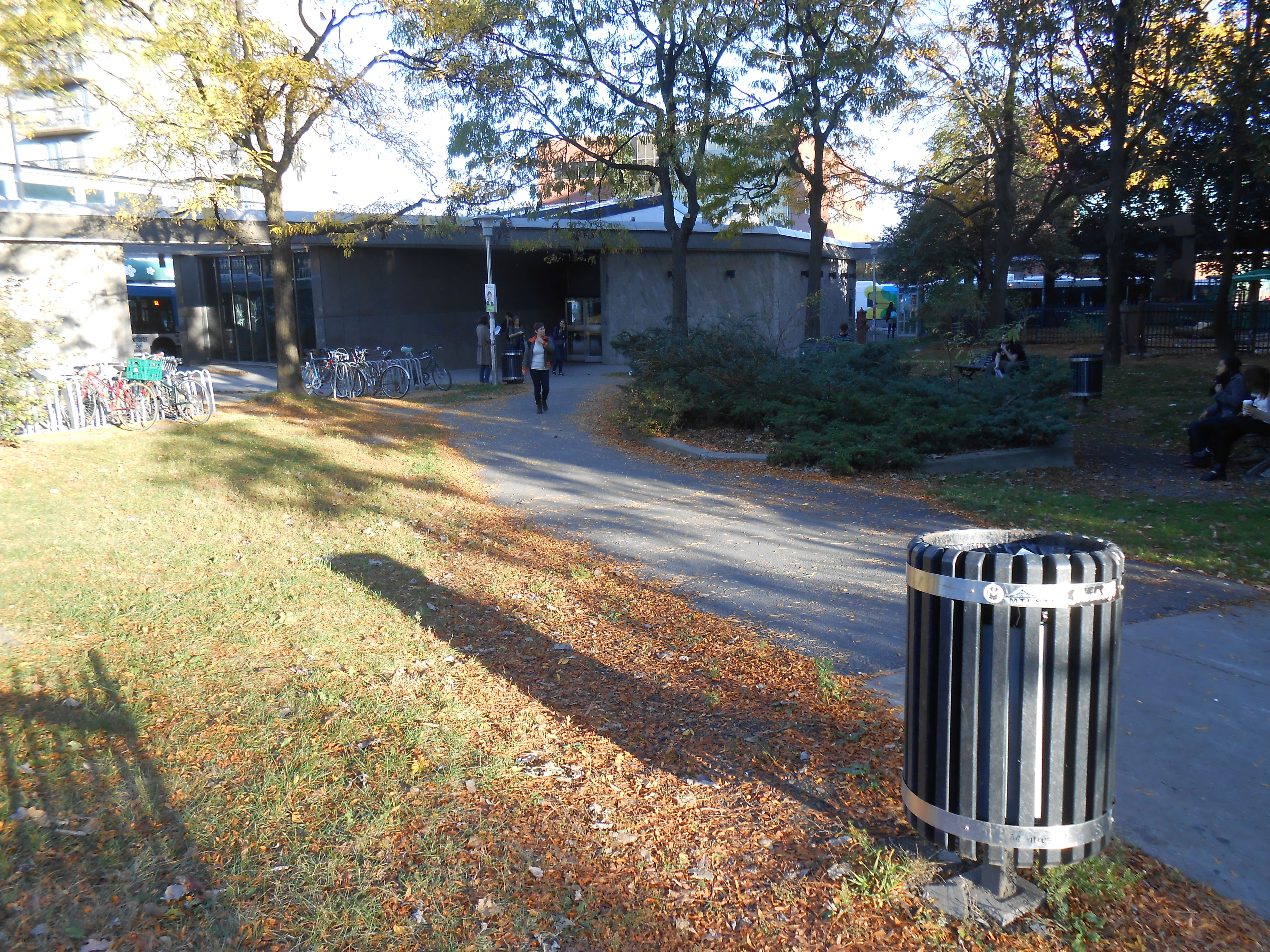
Station Laurier
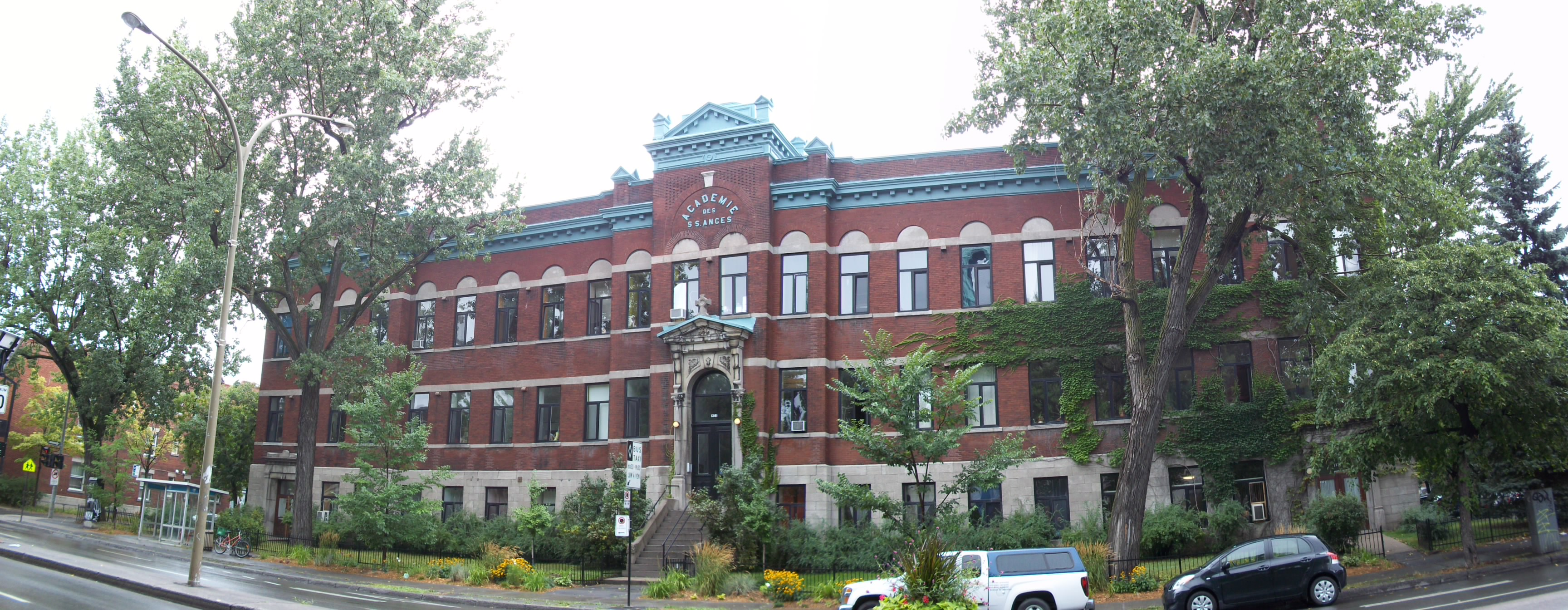
Académie des Saints-Anges
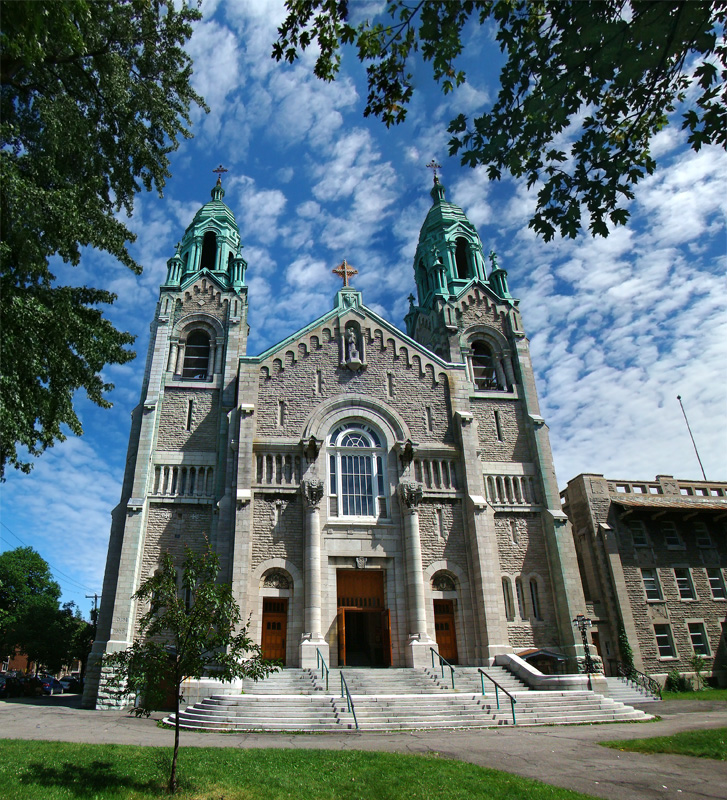
Saint-Stanislas de Kostka

## Source
- Ville de Montréal, Les rues de Montréal, Répertoire historique, Éditions du Méridien, 1995.
- Site web de la Ville de Montréal